# Albert Stewart Meek
Albert Stewart Meek (1871 – 1943) è stato un naturalista britannico.

## Biografia

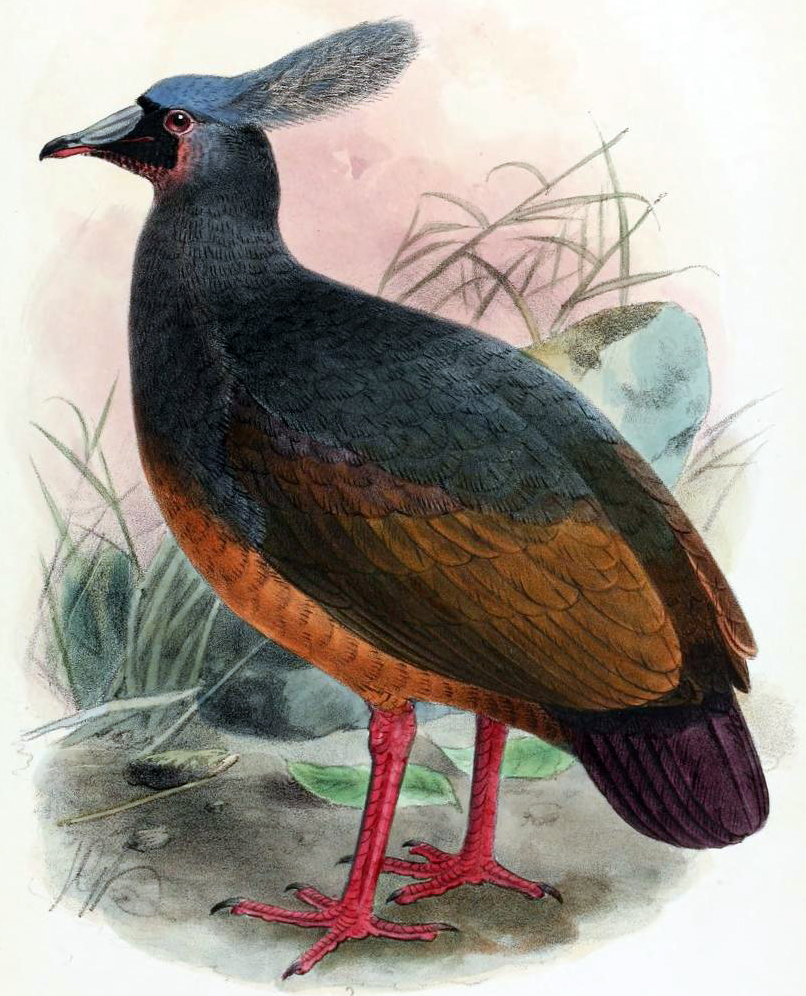
Microgoura meeki (piccione di Choiseul), così chiamato in onore di Albert Stewart Meek

Meek, nato a Londra, era figlio di un mercante di reperti di storia naturale. Nel 1893 si trasferì in Australia, ove trascorse un po' di tempo presso la cattle station Coomooboolaroo di George Barnard, l'unico luogo al mondo dove viveva l'ormai estinto pappagallo del paradiso. Non sappiamo, però, se Meek sia riuscito ad avvistare questa specie sfuggente. Nel 1894 iniziò a collezionare campioni di uccelli e insetti per conto del celebre zoologo Lionel Walter Rothschild, inizialmente in Inghilterra, poi in Australia, e successivamente nella regione del Pacifico (in particolare nelle Isole Salomone, in Nuova Guinea e a Bougainville, dove fu il primo naturalista a osservare la grande varietà di avifauna). Inoltre, divenne commerciante di penne e insetti. Nel 1904 raggiunse Choiseul, dove raccolse gli ultimi campioni noti di piccione di Choiseul. A causa della pessima reputazione degli isolani, dediti al cannibalismo, fu costretto a riportare sulla nave le spoglie raccolte sorvegliato da una scorta armata. Nel 1906, durante una spedizione in Nuova Guinea, scoprì e catturò il primo esemplare noto alla scienza di ornitottera della Regina Alessandra (Ornithoptera alexandrae), la più grande farfalla del mondo. Visitando il Territorio dei Papua, stimò che per confezionare i copricapi dei capi locali erano necessarie le penne di oltre 23 uccelli (ad esempio uccelli del paradiso) per creare solo la parte centrale.
Gran parte della collezione di uccelli impagliati e insetti da esso raccolta è conservata presso il Museo di Storia Naturale di Londra, ma altre sue collezioni sono in mostra al Museo Americano di Storia Naturale.
Il nome di Meek è commemorato da sette specie di uccelli: il piccione di Choiseul (Microgoura meeki), il lorichetto di Meek (Charmosyna meeki), il pappagallo pigmeo di Meek (Micropsitta meeki), il corvo di Bougainville (Corvus meeki), l'occhialino golabianca (Zosterops meeki), il succiamiele strieoliva (Ptiloprora meekiana) e il gufastore di Manus (Ninox meeki).

## Opere
- Rothschild, M. 1983. Dear Lord Rothschild: Birds, butterflies and history. Balaban, Philadelphia. xx + 398 pp. Mentions Walter Rothschild's collectors in New Guinea, including William Doherty, Albert S. Meek, Ernst Mayr, etc.
- Rothschild, W., and E. Hartert. 1913. List of the collections of birds made by Albert S. Meek in the lower ranges of the Snow Mountains, on the Eilanden River, and on Mount Goliath during the years 1910 and 1911. Novitates Zoologicae 20:473-527. Notes on Lepidoptera collected by Albert S. Meek in Irian Jaya during 1910 and 1911, including descriptions of localities
- Barbara and Richard Mearns, The Bird Collectors, Academic Press, 1998, ISBN 0-12-487440-1
- Albert S. Meek, A Naturalist in Cannibal Land, 1913, Fischer Unwin, London